# 針之岩

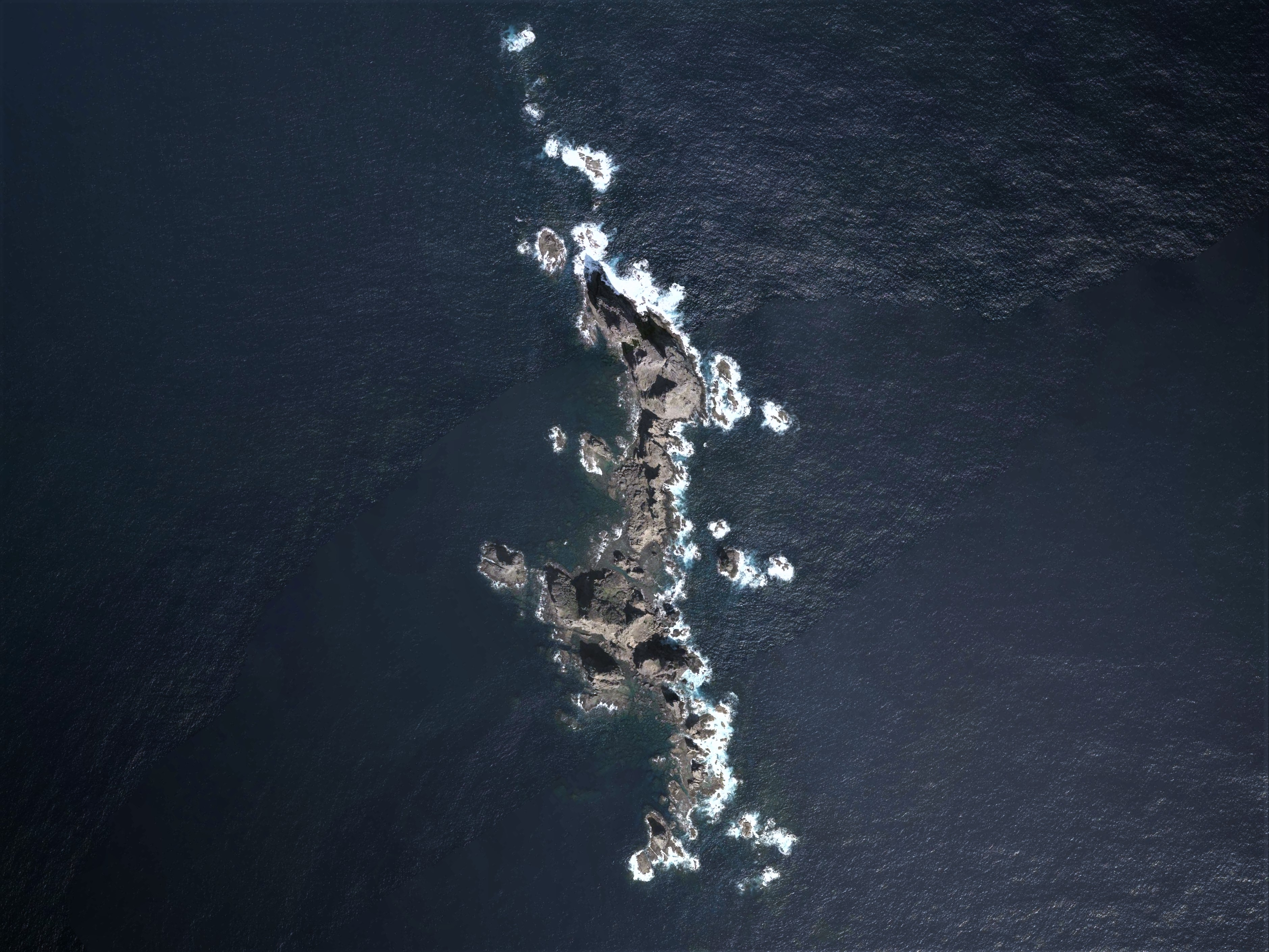
針之岩周辺の空中写真。
2014年2月24撮影の3枚を合成作成。
。

針之岩（はりのいわ）は、小笠原諸島の聟島列島にある無人島。

## 地理
小笠原諸島の聟島列島の聟島と媒島の間にあり、聟島から南東に約1.3キロメートル、岩山が海上に聳え立つ（地理院地図）。標高は136メートル。

## 歴史
- 1988年（昭和63年）6月18日 - 池沼慧、小林亘ら5人が山頂に初登頂した[1][2][3]。